# Мустейкис, Леонид Иванович
Леонид Иванович Мустейкис (1911 год, деревня Удомля (вероятно, Усомля, ныне деревня в Полоцком районе), Полоцкий уезд, Витебская губерния, Северо-Западный край, Российская империя (ныне в Ветринском сельсовете, Полоцкого района, Витебской области, Белоруссия) — 10.10.1944, полуостров Средний, Кольский район, Мурманская область, РСФСР, СССР (ныне Печенгский район, Россия)) — участник Великой Отечественной войны, электрик-прожекторист 348-го отдельного пулемётного батальона морской пехоты Северного оборонительного района, Северного флота, старший сержант. Закрыл своим телом амбразуру пулемёта.

## Биография
Родился в 1911 году в Белоруссии в крестьянской семье. В 1927 году вместе с семьёй переехал в Ленинград. Окончил Ленинградский горный техникум. В 1934 году призван на службу, проходил действительную воинскую службу на флоте. С 1940 года работал на шахте «Сопча» по добыче никеля в Мончегорске.
24 июня 1941 года Мончегорским РВК призван в действующую армию, попал в состав 15-го отдельного пулемётного батальона Северного флота. С первых дней войны находился на передовой, в 1944 году был награждён знаком «Отличник ВМФ».
В ходе Петсамо-Киркенесской операции батальон участвовал в штурме укреплённой полосы противника на горном хребте Муста-Тунтури. 10 октября 1944 года разведгруппы батальона обнаружили, что противник покинул огневые точки на средней и левой сопках южных склонов хребта. Однако на сопке «Скалистая» остался арьергард, прикрывающий отход. Командованием батальона было принято решение окружить сопку и для отвлечения внимания взвод лейтенанта Фокина по приказу командира роты предпринял демонстративную атаку противника в лоб. Старший сержант Мустейкис подобрался к амбразуре дзота, огонь пулемёта из которой препятствовал продвижению штурмовой группы, и забросал её гранатами, но был смертельно ранен и упал телом на амбразуру, закрыв её.
Был представлен к награждению орденом Красного Знамени, но был посмертно награждён орденом Отечественной войны 2-й степени.
Похоронен на кладбище в посёлке Большое Озерко на полуострове Рыбачий.
В районе губы Кутовая стоит памятник подвигу Леонида Мустейкиса.

## Интересный факт
При штурме Муста-Тунтури трое воинов закрыли телом амбразуру вражеского дзота: Алексей Клепач, Леонид Мустейкис и Александр Данильченко.
Его брат Мустейкис Владимир Иванович (1913 - 9 июля 1937) - младший командир танка Т-26, погиб в Испании. Награждён двумя орденами Красного Знамени (4.07.1937, 2.03.1937) и орденом Красной Звезды (2.01.1937).
Имя Мустейкиса носила Заскорская восьмилетняя школа (д. Заскорки Полоцкого района, ныне закрыта).